# 汝知り初めし逢魔が刻に…
『汝知り初めし逢魔が刻に…』(なれしりそめしおうまがときに…)は、2000年と2010年に上演された舞台作品。

## 概要

### 2000年版
劇団しゅうくりー夢制作。同劇団の創立15周年記念公演として、2000年3月28日から4月2日まで新宿シアターモリエールで公演された。

### 2010年版
project☆＆p2制作。2010年3月3日から3月7日まで笹塚ファクトリーで公演された。プロデューサーの田中精と佐久間紅美が共演した2000年版に再び挑む形で制作され、タイトルも「汝、知り初めし逢魔が刻に…」と改められた。田中、佐久間は2000年版とは別役で出演しており、その他のキャストは一新されている。

## あらすじ
平安時代、秋葉の庄―美しく舞の得意な娘が深い森の中で、美しい青年の姿をした鬼と出会い、恋に落ちた。しかし娘は時の城主の想われ人。二人の恋は引き裂かれ、娘は殿様に娶られてしまう。だが既に鬼と契りを交わした娘は鬼の子を身籠っていた。生まれた子は夜叉丸と名付けられ、秋葉城の若君である景時と、その母である奥方から酷い仕打ちを受けながら育った。6年の月日が流れたある日、夜叉丸の父である鬼が城に我が子を迎えに現れ、夜叉丸を抱えて深い森へと姿を消していった。
20年後―暴君へと成長した景時は、傍若無人な振る舞いにより里の民から酷く恨まれていた。ある嵐の夜、景時は夜叉丸を討つため森へと出向くが、返り討ちに遭い大怪我を負ってしまう。森に倒れていた景時は、里の民である萱乃と佐那、勘次郎に助けられるが、目覚めると自分が誰だかわからなくなっていた。記憶を失った景時は、その正体に気付かぬ萱乃達と打ち解けていくが…。

## 登場人物
秋葉景時
秋葉城の城主。傍若無人で戦好きな暴君。戦に必要な橋を建てる人柱として里の民を生き埋めにしたため、遺された民から恨まれている。夜叉丸との戦いにより大怪我を負い、萱乃達に助けられる。記憶を失ってからは剣の腕を除いては暴君だった頃の面影はなく、心優しい青年として萱乃達から慕われる。
夜叉丸
森に住む鬼。秋葉城で景時と奥方に酷い仕打ちを受けながら育てられたため、景時を憎んでいる。両親と3人で暮らすことを夢見ている。
斯波上月
山小屋に住みつき始めた謎の男。掴みどころのない飄々とした性格だが、剣の腕は立つ。帝の命を受けて秋葉の庄へとやってきた。
萱乃
貧しい里に住む娘。凛とした女性らしさを持つ強かな性格。大怪我を負い記憶を失った景時を景時と気付かぬまま助け、想いを寄せる。
藤太
萱乃の幼馴染。豪快で喧嘩っ早い性格。父親の仇である景時を討とうと躍起になっている。
陣八
里に住む青年。籐太と共に景時を討とうとしている。
宗介
里に住む青年。気が小さく、力も剣の腕も劣ることがコンプレックス。
樹
籐太達と共に景時を討とうとする男勝りな娘。女扱いされることを嫌っている。自分を女扱いしなかった上月を気に入り、弟子になろうとする。
勘次郎
里に住む老人。景時に殺された息子の形見の着物を大切にしている。
佐那
勘次郎の孫娘。明るく無邪気で純粋な心の持ち主。つらい思いをしないようにと、父親を景時に殺された事実を知らされていない。記憶を失った景時を『シロ』と名付け、懐いている。
椿御前
生まれは貧しいが舞が得意で美しい娘。美しい青年の姿をした鬼と恋に落ちるが、時の城主にその仲を引き裂かれ娶られてしまう。鬼と契りを交わしたため、その若さと美しさを永遠に保っている。
梶原
景時の叔父。事態を陰で操ろうとする黒幕。
実之
景時の弟。兄に対して強いコンプレックスを抱いている。
京極
秋葉城に仕える家臣。上月とは昔からの仲。
朱理
京極に仕える忍部。里では普通の少女として、宗介と親しくしている。
赤名
実之に仕える家臣。
家臣
梶原に仕える家臣。
萩原由良
萩原家の姫で、景時の許嫁。幼い頃、森で怪我をした時に手当をしてくれた少年時代の夜叉丸と結婚の約束をした(手当の際に膝を見られ『結婚する男性以外には肌を見せてはならない』という母の言い付けを理由に)。そのとき夜叉丸が『秋葉景時』と名乗っていたことから、景時を想い慕っている。
榊
由良に忠誠を誓う家臣。剣の腕が立ち、由良を守ることを常に第一とする真面目で一本気な性格。
美緒
結婚を控えた若い娘。
鬼
椿御前の前に美しい青年の姿で現れ、お互い恋に落ちるが、時の城主にその仲を引き裂かれてしまう。

## キャスト

### 2000年版
- 秋葉景時：坂本薫平
- 夜叉丸：横井伸明
- 斯波上月：小川輝晃

- 萱乃：朝本紗ゆり
- 藤太：三田哲夫
- 陣八：田中精
- 宗介：藤上雄一
- 樹：ありが薫
- 勘次郎：針生楊志夫
- 佐那：原美由紀
- 椿：林舞希子
- 梶原：家入賢仁
- 実之：島田朋尚
- 京極：有馬定臣
- 朱理：山本育子
- 赤名：宮下ひろゆき

- 萩原由良：松田環
- 榊：原田治
- 美緒：佐久間紅美
- 少年：池田真一

### 2010年版
- 秋葉景時：田中精
- 夜叉丸：おぐらとしひろ
- 斯波上月/鬼：岩田栄慶

- 萱乃：那須野恵
- 藤太：高間慎一郎
- 陣八：鈴木充範
- 宗介：篠原一樹
- 樹：広田さくら
- 勘次郎：中博史
- 佐那：松元環季
- 椿御前：園田綾香
- 梶原：松浦俊秀
- 実之：山本卓
- 京極：湯田昌次
- 朱理：中野裕理
- 赤名：前野強
- 家臣：遊佐邦博

- 萩原由良：佐久間紅美
- 榊：谷口洋行
- 美緒/少女：牛水里美
- 少年：佐藤信也

※当初、椿御前役には森澤碧音がキャスティングされていたが、体調不良により降板。代役として、稽古場にて代役を務めていた園田が起用された。

## スタッフ

### 2000年版
- 作・演出 - 松田環

### 2010年版
- 作 - 松田環
- 演出 - 田中精